# إيوجين كابونغو
إيوجين كابونغو (بالفرنسية: Eugène Kabongo Ngoy)‏ (3 نوفمبر 1960 في كينشاسا) لاعب كرة قدم من جمهورية الكونغو الديمقراطية معتزل كان يجيد اللعب في مركز المهاجم .

## المسيرة الرياضية
خلال الفترة من 1983 إلى 1992 شارك مع أندية سيراينغ ، باريس ، آندرلخت ، ليون ، وباستيا . أما على المستوى الدولي فقد شارك مع منتخب زائير في 25 مباراة مسجلا 6 أهداف في الفترة من 1983 إلى 1991 .

## وصلات خارجية
- إيوجين كابونغو على موقع قاعدة بيانات كرة القدم.إي يو (الإنجليزية)
- إيوجين كابونغو على موقع ناشيونال فوتبول تيمز (الإنجليزية)